# Miltenberg Hauptbahnhof

Lage der Miltenberger Bahnhöfe

Miltenberg Hbf (bis 1906: Miltenberg; ab 1977: Miltenberg Gbf) war ab 1876 der erste Bahnhof der bayerischen Stadt Miltenberg. Da er als Kopfbahnhof ein fortwährendes Betriebshindernis darstellte, wurde er im Personenverkehr 1977 durch den rechtsmainischen Bahnhof Miltenberg Nord abgelöst und diente von da an bis 2001 als Güterbahnhof.

## Geschichte

### Vorgeschichte
Am 1. Oktober 1854 eröffneten die Königlich Bayerischen Staats-Eisenbahnen (KBayStsB) den Abschnitt Lohr–Aschaffenburg der Ludwigs-West-Bahn, der durchgehenden Verbindung Bamberg–Frankfurt am Main. Deren Streckenführung über die Spessartrampe ließ die Bahn die Orte im Mainviereck links liegen. So gelangten Miltenberg, Obernburg und Stadtprozelten zunehmend verkehrstechnisch und damit wirtschaftlich ins Abseits. Dennoch zeigte der bayerische Staat aus partikularistischen Gründen kein Interesse, eine Bahnverbindung von Lohr nach Aschaffenburg entlang des Mains zu schaffen, hätte diese doch dem benachbarten Baden den Anschluss an das eigene Schienennetz in Wertheim oder bei Amorbach ermöglicht und so Konkurrenz für die Ludwigs-West-Bahn geschaffen.

### Eröffnung
Am 12. November 1876 erhielt Miltenberg mit der Bahnstrecke Aschaffenburg–Miltenberg einen Eisenbahn-Anschluss. Der Bahnhof entstand in enger Tallage am linken Mainufer in größtmöglicher Nähe zur Altstadt. Für diese Lage waren nicht zuletzt die partikularistischen Interessen Bayerns ausschlaggebend: Der Bahnhof wurde bewusst so angelegt, dass eine Verlängerung der Bahn mainaufwärts in Richtung Wertheim überhaupt nicht und eine Weiterführung nach Amorbach–Seckach nur mit Fahrtrichtungswechsel möglich war. Dass damit Miltenberg keine überregionale Bedeutung im Schienenverkehr zukommen konnte, nahm die bayerische Politik billigend in Kauf. Die K.Bay.Sts.B. eröffneten den Bahnhof zunächst als „Bahnexpedition 1. Klasse“ und wandelten ihn zum 12. Dezember 1876 in eine „Bahnverwaltung“ um.

### Erweiterungen
Mit der Eröffnung der Bahnstrecke nach Amorbach am 15. April 1880 erreichte den Kopfbahnhof eine zweite Strecke. Ab 1899 konnte über Amorbach hinaus die badische Stadt Seckach an der badischen Odenwaldbahn erreicht werden. Anfang des 20. Jahrhunderts kam es dann doch zum Bahnbau über Miltenberg hinaus mainaufwärts: Am 21. Mai 1906 eröffneten die KBayStsB die Lokalbahn nach Stadtprozelten. Da das linke Mainufer teilweise badisches Gebiet war, verlief die Strecke vollständig entlang des rechten Mainufers. Spätestens jetzt erwies sich die Lage des Miltenberger Bahnhofs als Fehlentscheidung, da der Anschluss in Miltenberg nur über eine Eisenbahnbrücke über den Main in einer Lage vor dem Bahnhof möglich war, die keinen Platz für eine Einfahrtskurve in den Miltenberg Hauptbahnhof ließ. Es war also für Züge, die von Wertheim nach Aschaffenburg – und umgekehrt – durchfuhren, ein recht aufwändiger Betrieb erforderlich: Sie hielten zunächst in Miltenberg Nord, fuhren dann auf der Strecke in Richtung Aschaffenburg, hielten und setzten nach dem betrieblichen Halt nach Miltenberg Hauptbahnhof zurück. Anschließend fuhren sie nach erneutem Fahrtrichtungswechsel nach Aschaffenburg weiter. Dieser Betrieb glich dem einer Fahrt durch eine Spitzkehre. 1912 erhielt Miltenberg durch die Verlängerung Stadtprozelten–Wertheim doch noch Anschluss an die Bahnstrecke Lauda–Wertheim.

### Ablösung

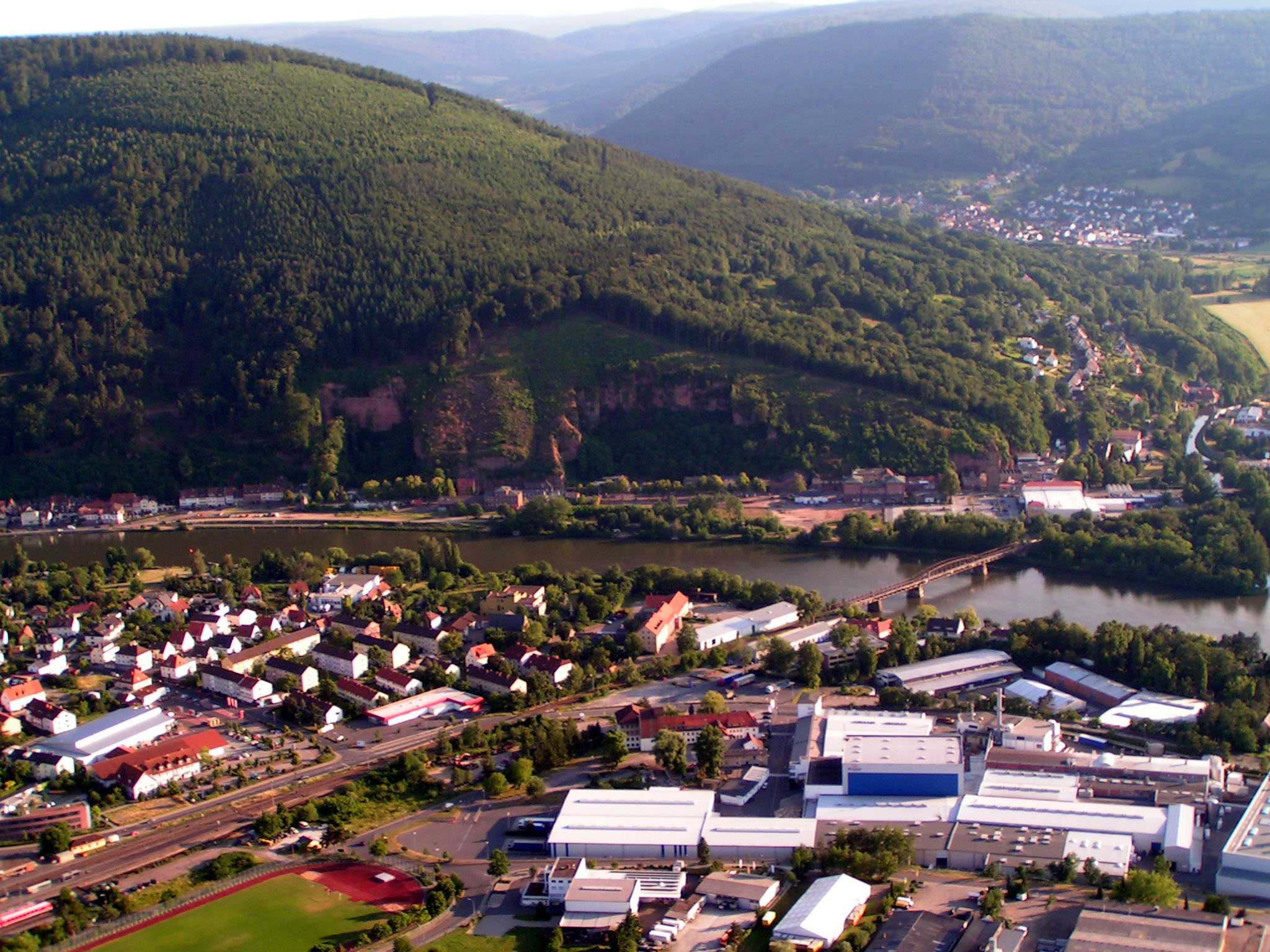
Luftbild aus nördlicher Richtung (Juni 2009)

Spätestens mit der Einführung durchgehender Eilzugverbindungen in der Relation Bodensee–Crailsheim–Aschaffenburg–Frankfurt (Main) Hauptbahnhof in den frühen 1950er Jahren erwiesen sich die betrieblichen Zustände im Miltenberger Hauptbahnhof als untragbar, so dass in den 1960er Jahren Pläne für einen Umbau der Miltenberger Bahnanlagen reiften. Als mögliche Lösungen untersuchte die Deutsche Bundesbahn die Verlegung aller Anlagen zum bisherigen rechtsmainischen Haltepunkt Miltenberg Nord unter Beibehaltung des alten Bahnhofs als Güterbahnhof („große Lösung“) und alternativ nur die Verlegung des Halts durchgehender Personenzüge zum Nordbahnhof und der Güterabfertigung („kleine Lösung“). Die DB entschied für die große Lösung und gab dafür im März 1972 Mittel in Höhe von 1,45 Mio. DM für einen ersten Bauabschnitt frei: Miltenberg Nord wurde zum Bahnhof ausgebaut, die Zufuhrstrecken umgebaut und eine neue Güterhalle errichtet. Schon ab dem Sommerfahrplan 1972 waren durchgehende Zugfahrten Aschaffenburg–Miltenberg Nord–Wertheim signaltechnisch möglich, so dass einzelne Eilzugpaare den Hauptbahnhof umfahren konnten.
1975 nahm die DB die Arbeiten für den zweiten Bauabschnitt auf, der die Gleisanlagen des Nordbahnhofs erweiterte, ein neues Empfangsgebäude und eine neue Güterabfertigung vorsah und neue Bahnsteige mit Unterführung umfasste. Der neue Bahnhof erhielt kein zeitgemäßes Dr-Stellwerk, sondern aus Kostengründen nur ein elektromechanisches Stellwerk älterer Bauart. Am 22. Mai 1977 löste der neue „Bahnhof Miltenberg“ den Miltenberger Hauptbahnhof im Personenverkehr vollständig ab, der Hauptbahnhof hieß von nun an „Miltenberg Güterbahnhof“ (Miltenberg Gbf). Da die Ära des Dampfbetriebs bereits zu Ende war, baute die DB die jenseits der Mud gelegenen, nun nicht mehr benötigten Anlagen für die Lokbehandlung und die Drehscheibe ab. Das Lokschuppen-Gebäude existiert noch und dient heute (Stand 2020) als Lager- und Verwaltungsbau eines Schrottplatzes. Die Gesamtkosten für die Verlegung betrugen 5 Mio. DM.

### Güterbahnhof ab 1977
1990 übernahm die Fahrdienstleitung des neuen Miltenberger Bahnhofs im Rahmen von Rationalisierungsmaßnahmen auf der Maintalbahn auch die Steuerung des Güterbahnhofs. Die nach wie vor vorhandenen Formsignale wurden durch Lichtsignale ersetzt, das zuletzt als Abstellgleis genutzte Ausziehgleis wurde abgebaut.
Bis Mitte der 1990er Jahre war der Güterbahnhof stark frequentiert, und die Gleisanlagen waren nach wie vor umfangreich. Der Güterbahnhof verfügte über eine Ladestraße sowie verschiedene Anschlussgleise, auch über einen Anschluss zum Mainufer mit Umschlagsmöglichkeit zur Main-Schifffahrt. Darüber hinaus diente er zum Abstellen von Güterwagen und der Bahnmeisterei. Ab 1997 verlagerten wichtige Kunden, darunter ein Deckenplattenhersteller in Amorbach und ein Hersteller von Keramikwaren in Kleinheubach, ihre Transporte auf die Straße. Die DB zog daraufhin die bisher hier stationierte Köf-III-Rangierlok ab, die Anlagen dienten nur noch saisonal der Holzverladung. Im Rahmen von MORA C kündigte die DB allen noch verbliebenen Kunden zum Ende des Jahres 2001 – der letzte reguläre Güterzug verließ den Bahnhof am 20. Dezember 2001.
Ab 2002 nutzte die Bahn den Güterbahnhof bei Gleisarbeiten an nahe gelegenen Streckenabschnitten noch gelegentlich zum Abstellen von Bauzügen, ansonsten überwucherte die Natur die Anlagen. 2005 wurde die Einfahrt in den Bahnhof gesperrt, und Anfang Oktober 2007 wurden die Anlagen – bis auf das Empfangsgebäude und die Güterabfertigung – vollständig abgebaut. Die Fläche wurde in ein Gewerbegebiet umgewandelt und sukzessive Geschäften und Gastronomiebetrieben zur Verfügung gestellt.

## Empfangsgebäude

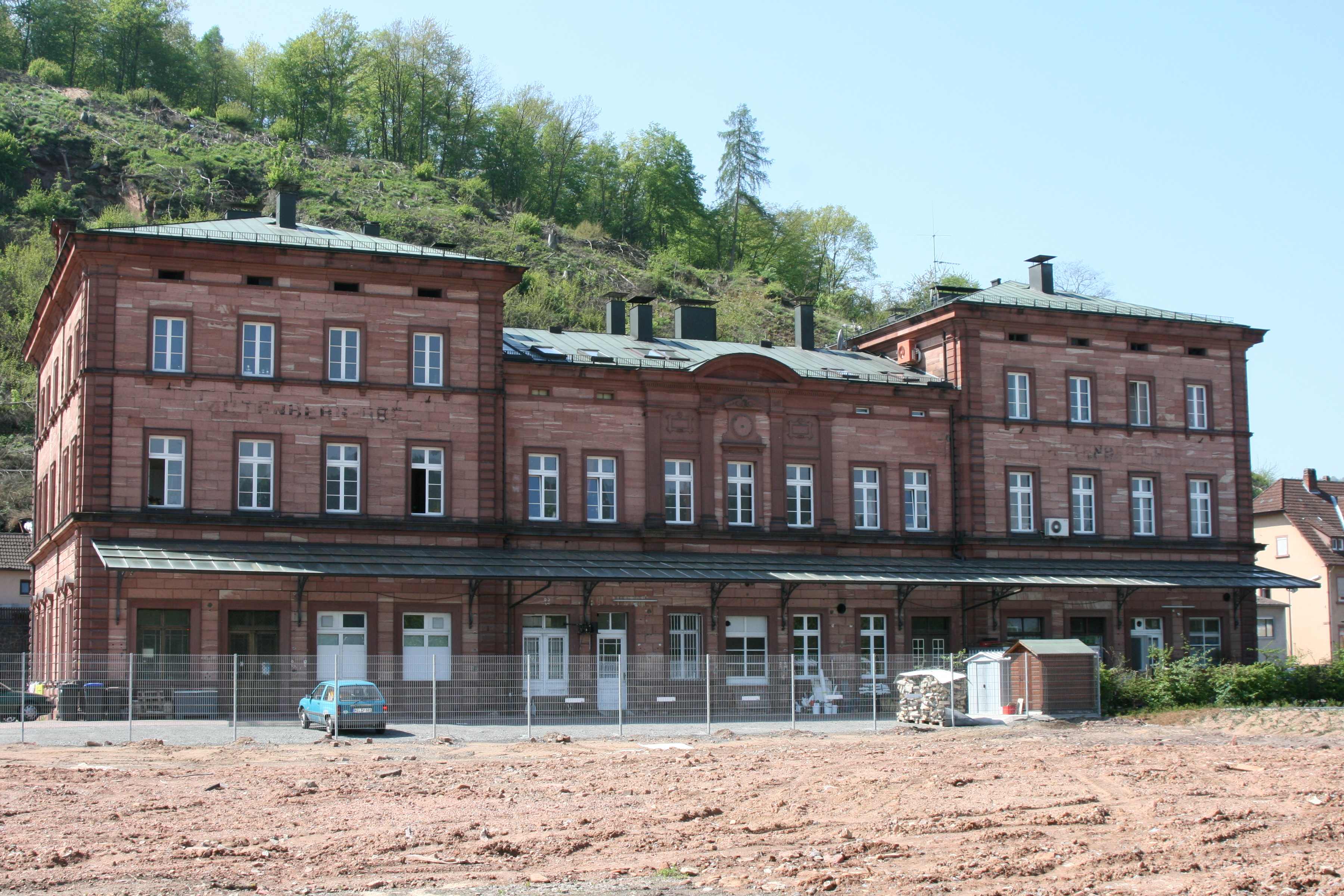
Gleisseite nach Abbau der Bahnanlagen (April 2009)

Das Empfangsgebäude im spätklassizistischen Stil erhielt eine Verblendung aus rotem Mainsandstein. Nachdem der Personenbahnhof verlegt worden war, diente das Empfangsgebäude zunächst der örtlichen Bahnmeisterei und als Wohngebäude für Bahnbedienstete. Nach einer Ausschreibung gelangte das Gebäude 1981 an einen Investor, der die Wohnungen in Mietwohnungen umwandelte. Das imposante Empfangsgebäude ist ein Kulturdenkmal nach dem Bayerischen Denkmalschutzgesetz.